# Australia Zoo
Koordinaten: 26° 50′ 17,3″ S, 152° 57′ 38,1″ O

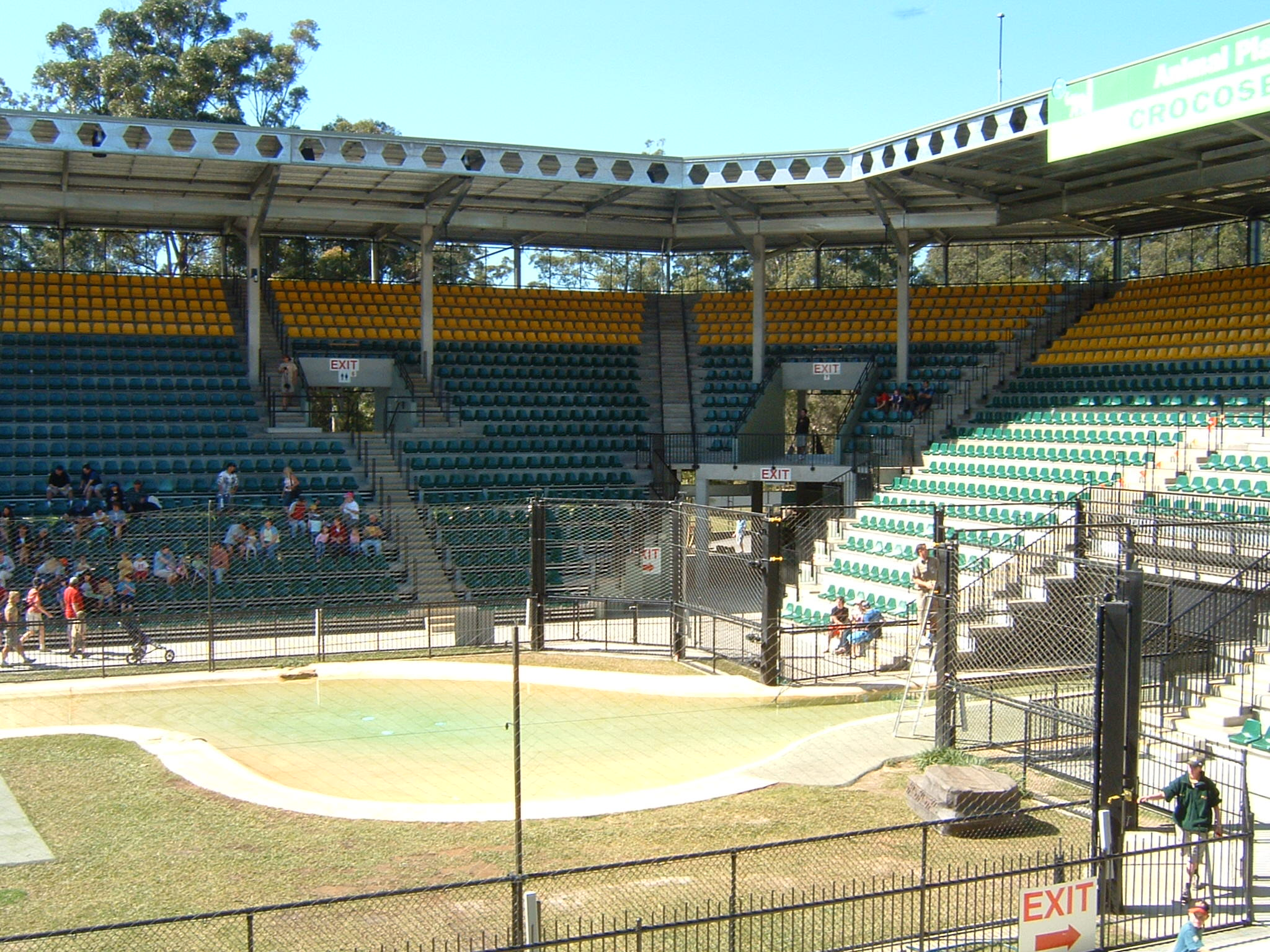
Das Crocoseum im Australia Zoo

Krokodilfütterung

Kängurus können gestreichelt werden

Der Australia Zoo ist ein Zoologischer Garten im australischen Bundesstaat Queensland an der Sunshine Coast etwa 70 km nördlich von Brisbane bei Beerwah/Glass House Mountains. Bekannt wurde er vor allem wegen seiner Krokodile und anderen Reptilien und durch die Fernsehserie Crocodile Hunter des ehemaligen Leiters Steve Irwin.

## Geschichte
Der Australia Zoo wurde 1970 als privater Zoo von Bob Irwin und Lyn Irwin unter dem Namen „Beerwah Reptile Park“ eröffnet. Bob Irwin war ein bekannter Herpetologe (Amphibien- und Reptilienkundler), der als ein Pionier der Reptilienhaltung und -zucht in Australien gilt. Seine Frau Lyn war eine der ersten, die kranke und verletzte Wildtiere in Südost-Queensland pflegte. Auch die Kinder der Irwins wurden früh mit den Tätigkeiten der Eltern vertraut gemacht. Vor allem für Sohn Steve stand schon früh die berufliche Laufbahn fest, nachdem er seinen Eltern seit seinem Kindesalter mithalf, sich um die wachsende Anzahl der Tiere zu kümmern. Mit der Zeit vergrößerte sich der Zoo zusehends.
1991 übernahmen Steve und seine Frau Terri das Management des Zoos. Momentan kümmert sich der Zoo um mehr als 1000 Tiere.
Am 4. September 2006 starb Steve Irwin bei einem Tauchunfall mit einem Stachelrochen bei Cairns und wurde wenige Tage später in Beerwah beigesetzt.

## Aufbau
Der Zoo erstreckt sich mittlerweile über ein großes Areal. Um lange Wege zu ersparen, wurde ein Shuttlezug eingesetzt.
Das Stadion „Crocoseum“ im Zoo war seinerzeit das erste dieser Art. Hier finden Schlangen-, Tiger-, Vogel- und Krokodilvorführungen vor bis zu 5000 Zuschauern statt. Weitere Attraktionen sind die Krokodilfütterungen; das Känguru-Gehege, welches die Besucher betreten können und die Elefantenfütterung, an der man teilnehmen kann. Zudem unterhält der Zoo eine Koalapflegestation.
Des Weiteren ist seit 2006 eine künstlich angelegte Insel begehbar, die vorwiegend afrikanische Tiere beherbergt.

## Erweiterungsvorhaben
Derzeit wird das Elefantengehege erweitert und ein großes Wasserbecken eingefügt. 

## Auswahl an Tieren
| - Kookaburras - kleine Schildkröten - Riesenschildkröten - in Australien beheimatete Schildkröten - Pythons - in Australien beheimatete Schlangen - die giftigsten Schlangen der Welt - Alligatoren - Krokodile - Süßwasserkrokodile - Wombats - Otter - Leguane und andere Reptilien - Helmkasuare - Emus | - Komodowarane und andere Warane - Greifvögel - Vögel des Regenwaldes - Koalas - Kängurus, darunter Rote Riesenkängurus - Tasmanische Teufel - Dingos - Kamele - Adler - Tiger - Geparde - Elefanten - Giraffen - Breitmaulnashörner - Lemuren („Bindi’s Island“) |